# Astragalus tiehmii
Astragalus tiehmii är en ärtväxtart som beskrevs av Rupert Charles Barneby. Astragalus tiehmii ingår i släktet vedlar, och familjen ärtväxter. Inga underarter finns listade i Catalogue of Life.